# Kompagnietor

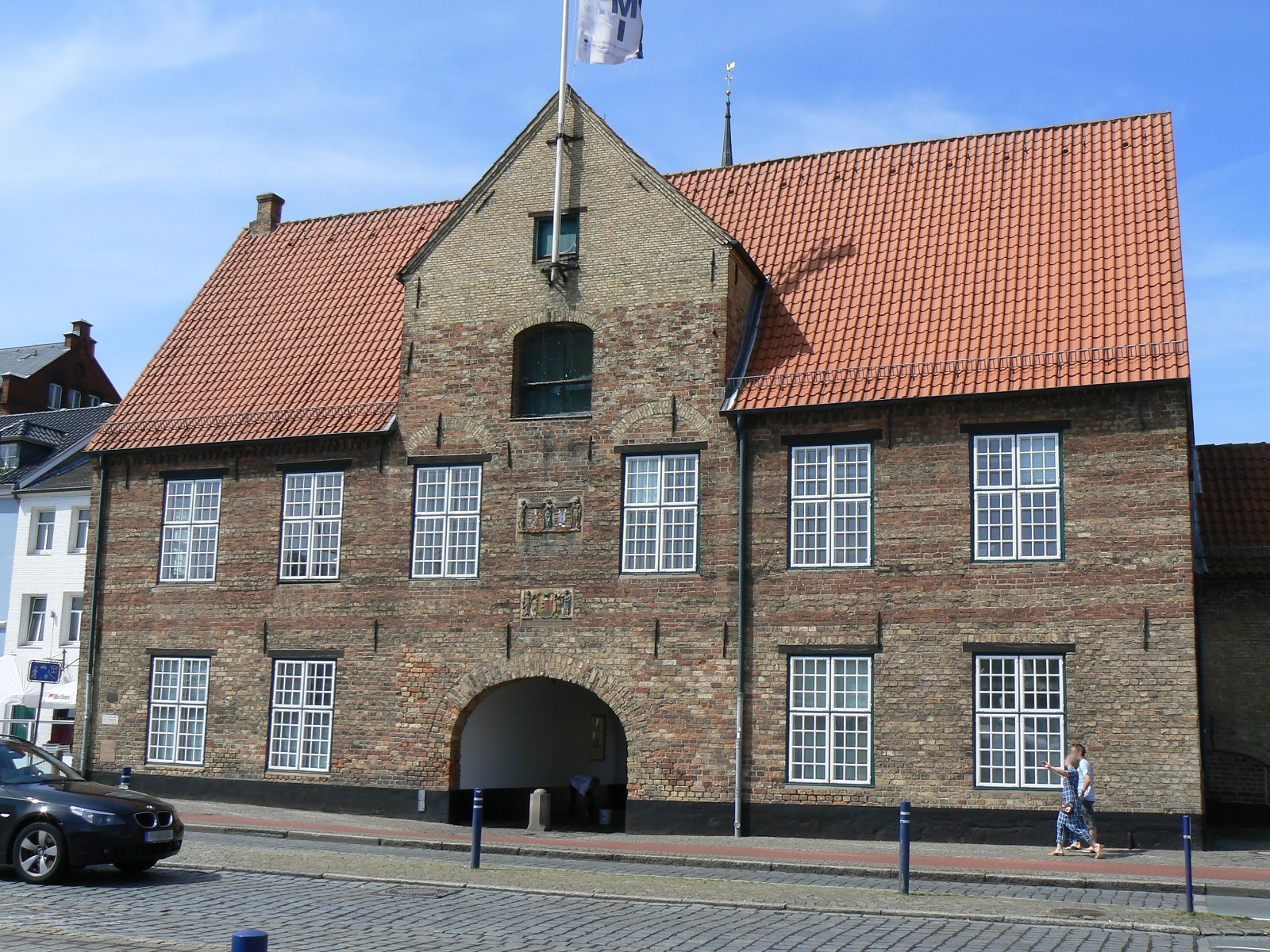
Kompagnietor

Das Kompagnietor (dänisch Kompagniporten) ist eine der Sehenswürdigkeiten Flensburgs an dessen Hafen (Schiffbrücke 12). Das Tor aus dem 17. Jahrhundert hatte einen mittelalterlichen Vorgängerbau mit dem gleichen Namen.

## Geschichte

### Die alte Pforte der Kompagnie
Wann das erste Kompagnietor errichtet wurde, ist nicht genau bekannt. Es war Teil der Flensburger Stadtbefestigung und bestand bereits im 15. Jahrhundert. Es wurde im Jahr 1602 durch den heutigen Neubau ersetzt. In der alten Stadtansicht Flensburgs von Braun und Hogenberg, befindet sich an der betreffenden Stelle ebenfalls ein Hafentor, bei diesem Tor könnte es sich aber auch um die Schiffbrückenpforte handeln, so dass nicht klar ist wie das Tor, teilweise auch als Pforte bezeichnet, genau aussah.

### Das Neue Kompagnietor
Das Tor wurde im Jahr 1602 vom Baumeister Dirick Lindingk als Versammlungsstätte der Flensburger Schiffer (Schiffergelage) gebaut. Das Kompagnietor gehört mit seinem Alter zu den ältesten profanen Gebäude der Stadt. Das neu errichtete Kompagnietor besaß ursprünglich Stufengiebel an seinen Seiten, ähnlich der ehemaligen Norderpforte, dem Vorgängerbau des Nordertores.
Sehenswert ist der mit holländischen Kacheln geschmückte Kachelsaal. Am Vorderhaus sind Hochwassermarken früherer Überschwemmungen zu sehen. Im Giebel ist das Flensburger Wappen und die Inschrift Gerecht und Metich alltidt sin Mit Gades hülp bringt grodt Gewin (Gerecht und mäßig allzeit sein mit Gottes Hilfe bringt großen Gewinn) und das Wappen von König Christian IV. von Dänemark und Norwegen und seiner Ehefrau der Königin Anna Katharina von Brandenburg zu sehen.
Am Tor sind Hochwassermarken für die Ostseesturmhochwasser von 1694 (2,70 Meter über Mittelwasser), 1835 (2,54 Meter) und 1872 (3,27 Meter) angebracht. Derartige Marken sind deutlich ungenauer als heutige Pegelmessungen, liefern aber wertvolle Informationen für die statistische Analyse von Hochwasser.
Heute ist das Kompagnietor Sitz des Europäischen Zentrums für Minderheitenfragen (European Centre for Minority Issues).

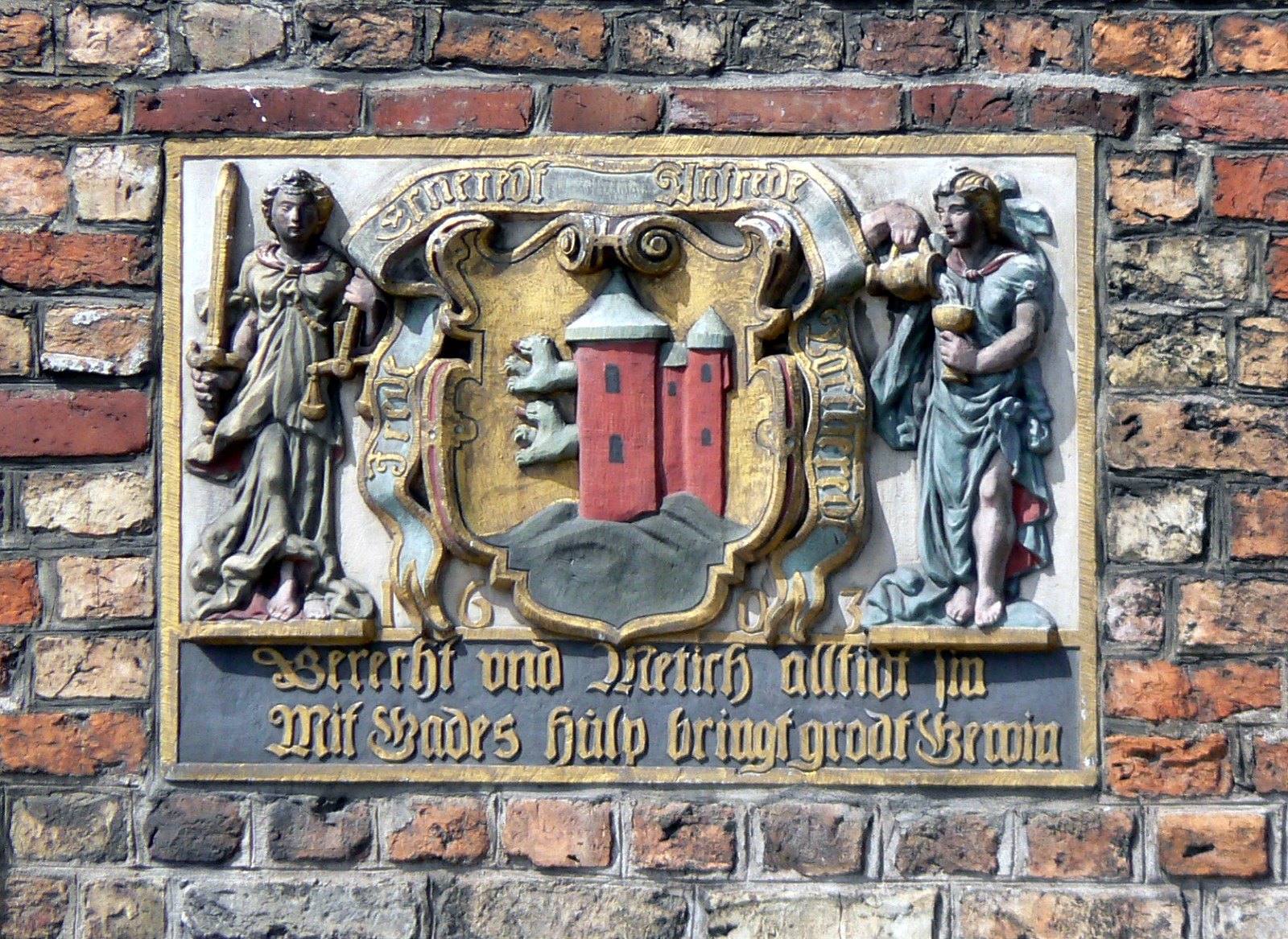
Wappen Flensburgs
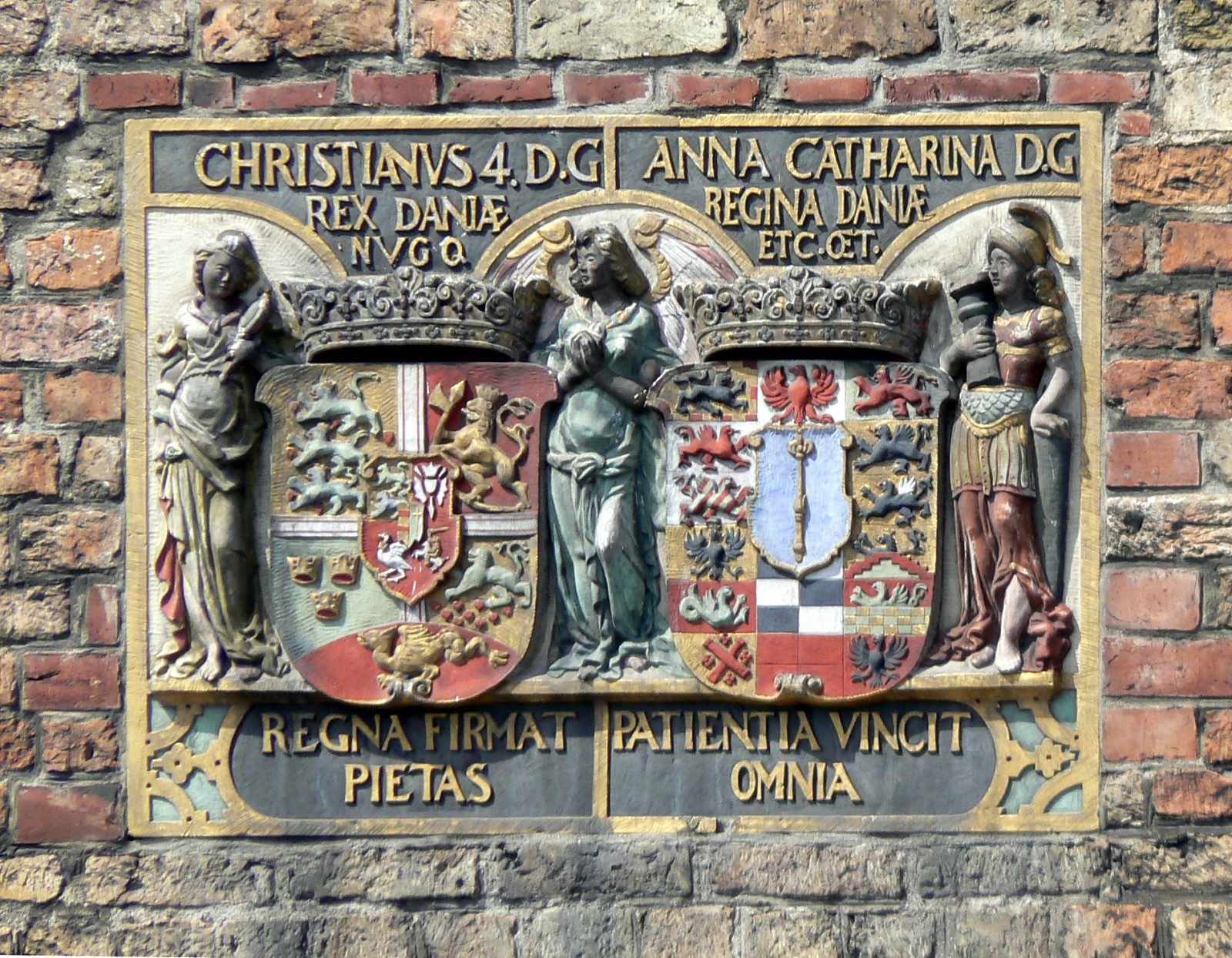
Wappen von König Christian IV und Königin Anna Katharina
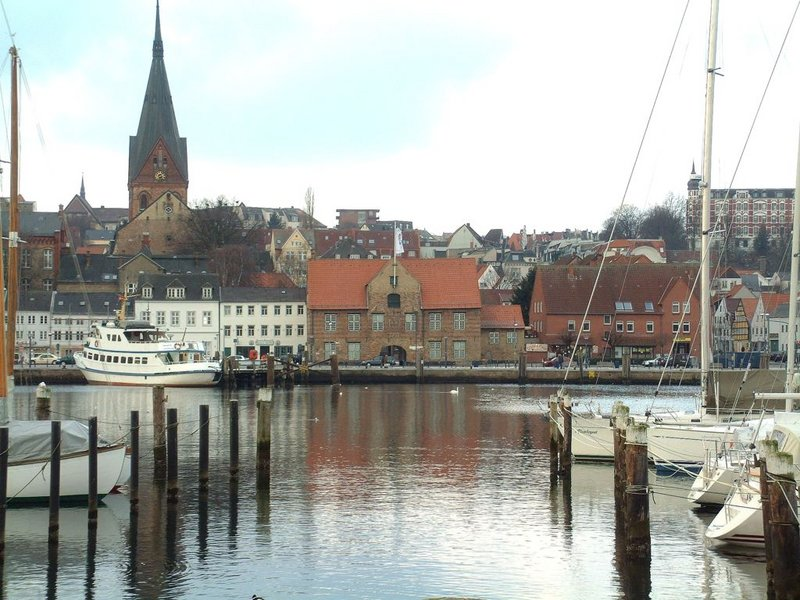
Tor im Umfeld
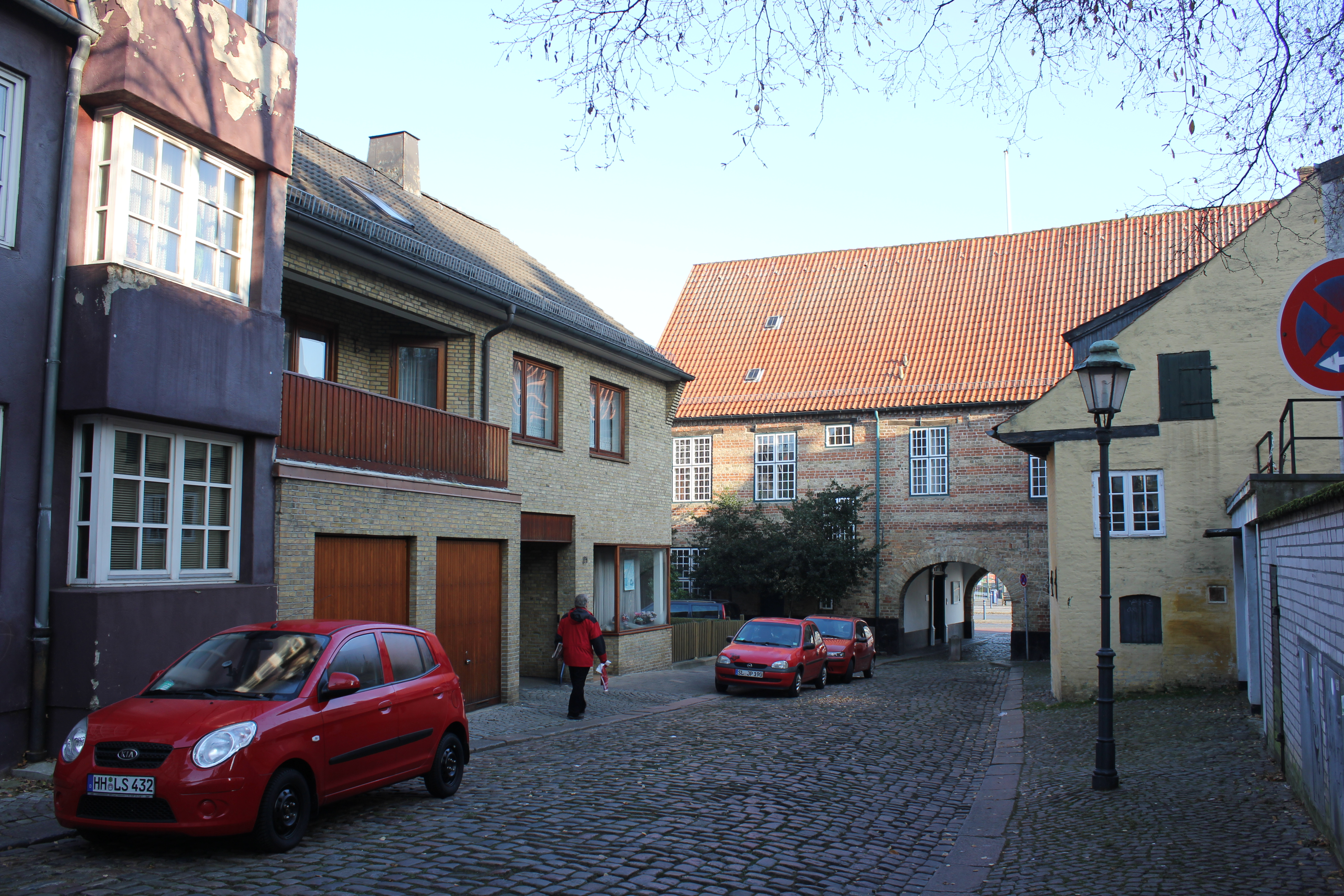
Die Rückseite von der Kompagniestraße aus betrachtet
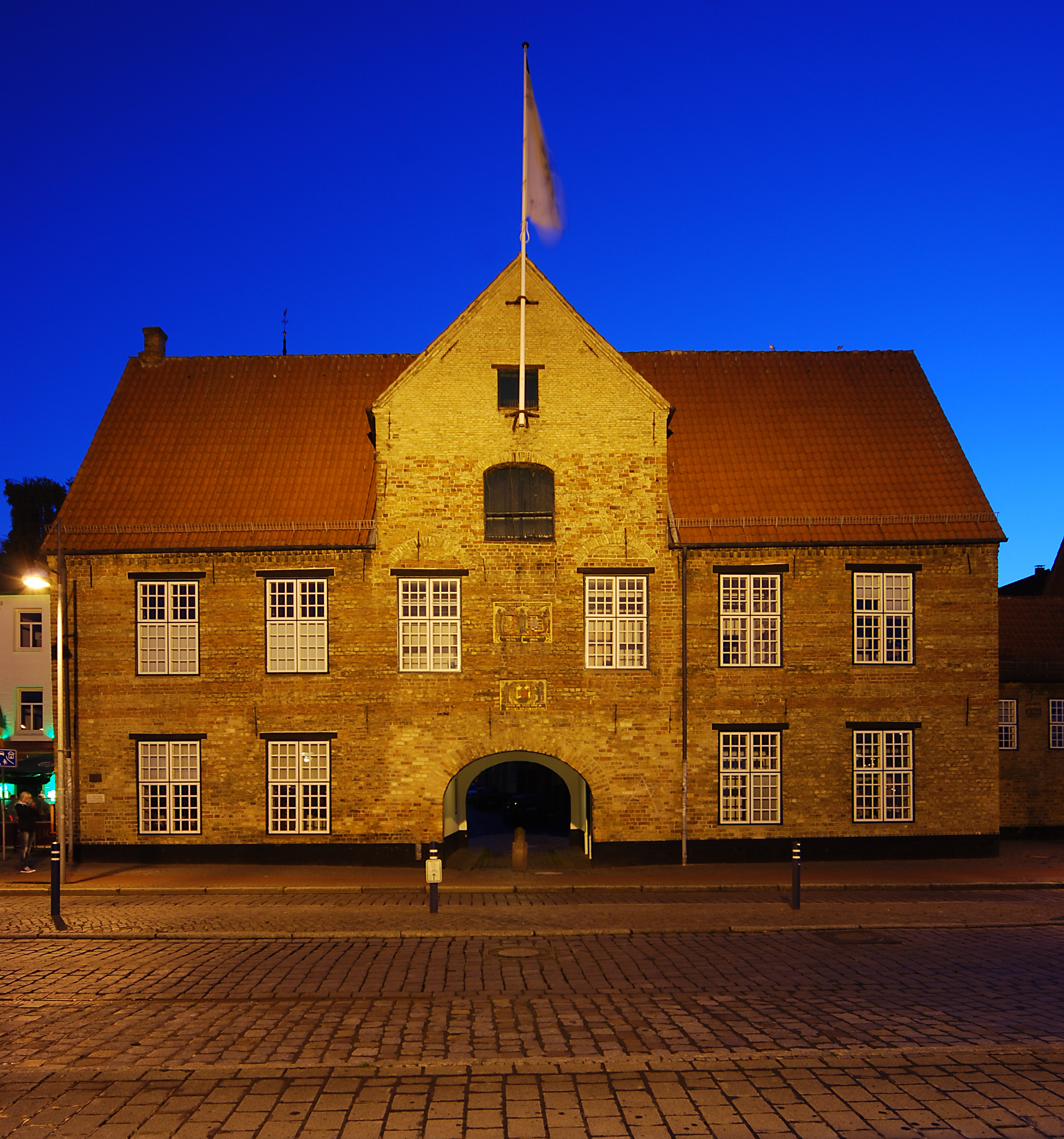
Kompagnietor bei Nacht
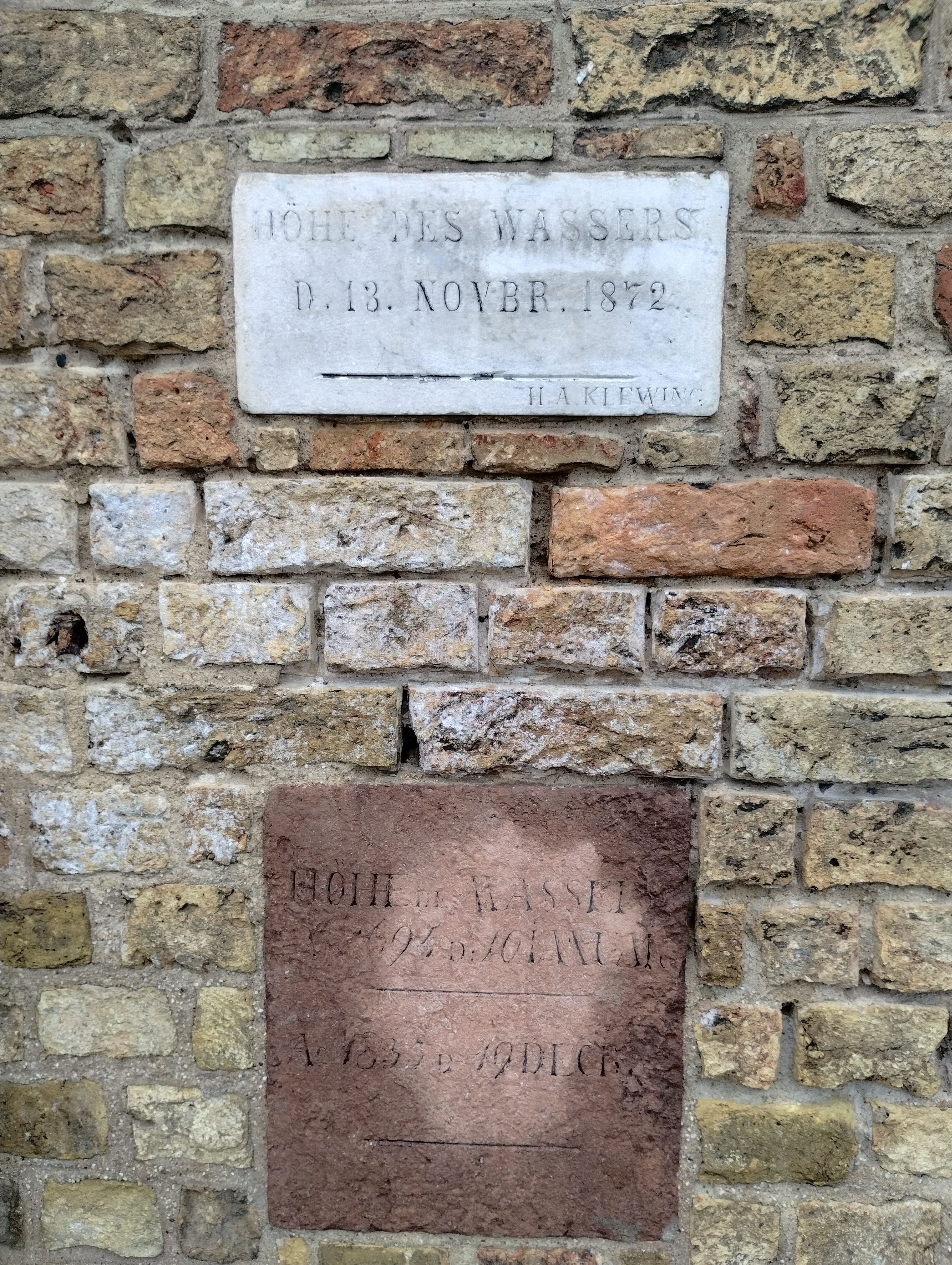
Hochwassermarken